# 亚历山大·拉庞德里
亚历山大·拉庞德里（法語：Alexandre Lapandry，法語發音：[alɛksɑ̃dʁ lapɑ̃dʁi]；1989年4月13日—）是一位法國橄欖球運動員。他是法國國家橄欖球隊的一員，代表法國參加了2014年橄欖球六國賽。